# 小行星5359
小行星5359（英語：5359 Markzakharov）是一颗围绕太阳公转的小行星。1974年8月24日，柳德米拉·切爾尼赫在克里米亚发现了此天体。
这颗小行星的绝对星等为310.59711等。